# 堀一郎
堀 一郎（ほり いちろう、1910年（明治43年）3月19日 - 1974年（昭和49年）8月10日）は、日本の宗教学者。東京大学名誉教授。

## 来歴
三重県生まれ。1929年に第一高等学校を卒業し、東京帝国大学文学部印度哲学科入学。同期に五来重らがいる。1932年に卒業。1935年に大学院を退学した後、1939年から二松学舎専門学校教授、同年文部省国民精神文化研究所助手などとなり、戦後は東北大学教授を経て、1965年東京大学宗教学科教授。1971年定年退官、成城大学教授。また、1950年から國學院大學兼任教授。1953年に「我が国民間信仰史の研究」により、東京大学から文学博士の学位を授与される。

## 人物
- 柳田國男に師事し、その三女三千[5]を妻とした。
- 宗教民俗学を提唱し、日本民俗学会代表理事を務め、ミルチャ・エリアーデを日本に紹介した。
- 『民間信仰』で毎日出版文化賞を、1956年には『我が国民間信仰史の研究』で日本学士院賞を受賞。

## 著書
- 『日本仏教史論』 目黒書店、1940
- 『日本上代文化と仏教』 法藏館、1940
- 『印度民族論』 アジア問題研究所、1940 (戦争文化叢書)
- 『上代日本佛教文化史』全2巻 大東出版社、1941-43、再版1971(臨川書店)
- 『伝教大師』 青梧堂、1943。復刻「日本文学者評伝集」クレス出版、2008
- 『遊幸思想』 育英書院、1944
- 『民間信仰』 岩波書店・岩波全書、1951、新版2005ほか
- 『我が国民間信仰史の研究』全2巻 創元社、1953、新版1971ほか
- 『日本宗教史研究』全3巻、未來社、1962-1971
- 『空也』 吉川弘文館・人物叢書、1963
- 『日本のシャーマニズム』 講談社現代新書、1971
- 『聖と俗の葛藤』 平凡社選書、1975、平凡社ライブラリー、1993

### 著作集
- 『堀一郎著作集』 全8巻 未來社、1977-2002
  - 1 古代文化と仏教
  - 2 宗教と社会変動
  - 3 学僧と学僧教育
  - 4 遊幸思想と神社神道
  - 5 神と人
  - 6 生と死
  - 7 民間信仰の形態と機能
  - 8 シャマニズム その他

### 編・共著など
- 『東亜宗教の課題』 増田福太郎との共著、国民精神文化研究所、1942（大東亜文化建設研究）
- 『十三塚考』 柳田國男との共著、三省堂、1948
- 『宗教を語る』中村元・北森嘉蔵との共著、東京大学出版会・UP選書、1972
- 監修『宗教学辞典』 東京大学出版会、1973
- 編『日本の宗教』 大明堂、1985、原書房、2004
- 『エリアーデ著作集』 せりか書房

## 翻訳
- 『日本近代化と宗教倫理』 ロバート・N・ベラー、池田昭と共訳、未來社、1962
- 『永遠回帰の神話』 エリアーデ、未來社、1963
- 『大地・農耕・女性』 エリアーデ、未來社、1968
- 『現代の宗教学』ジョゼフ・ミツオ・キタガワ編、監訳 東京大学出版会、1970
- 『生と再生』 エリアーデ、東京大学出版会、1971
- 『シャーマニズム』 エリアーデ、冬樹社、1974／ちくま学芸文庫 上下、2004
- 『虐げられた者の宗教』 V・ランテルナーリ、中牧弘允との共訳、新泉社、1976